# Tord Gustavsen

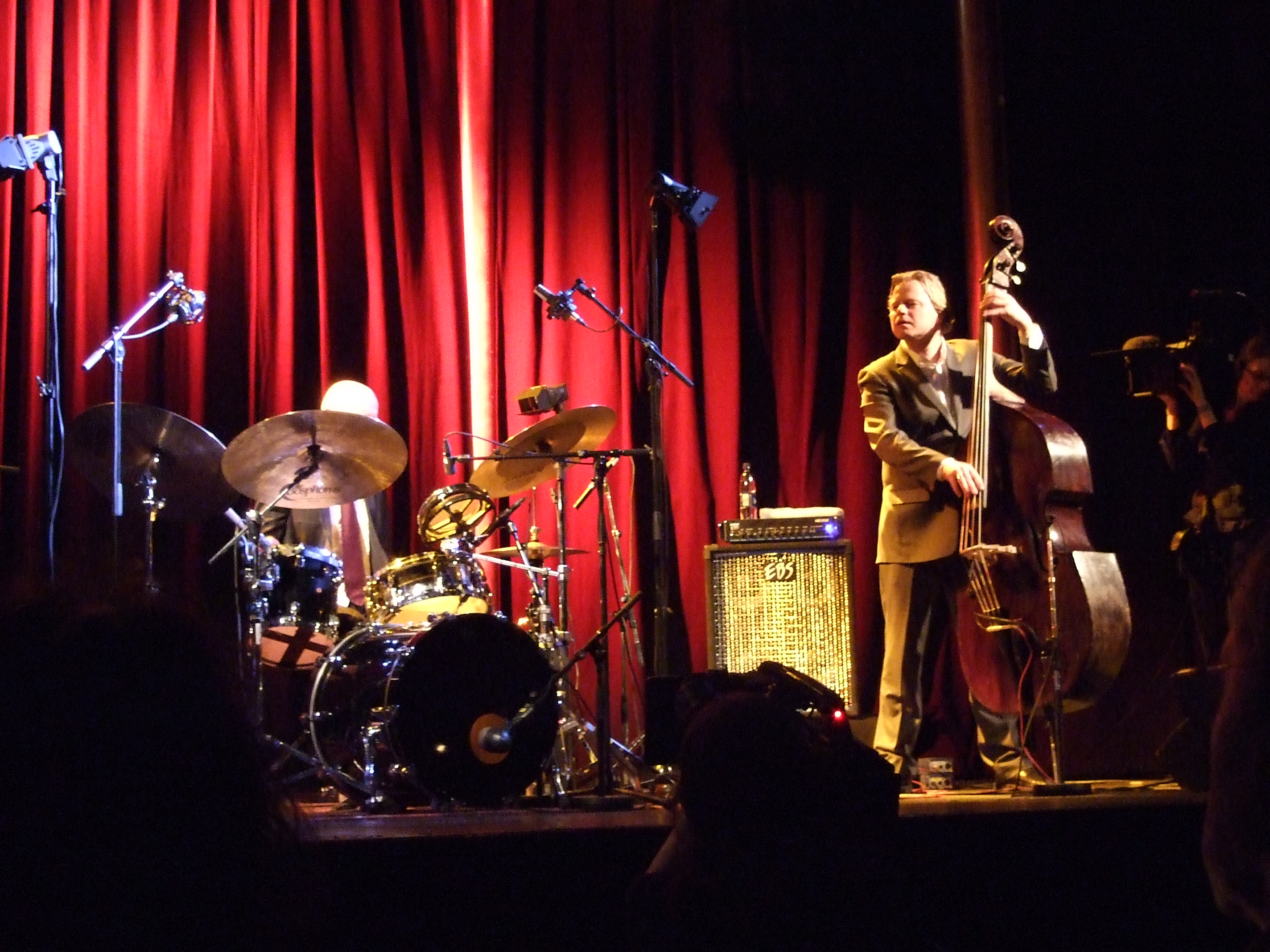
Tord Gustavsen Trio podczas koncertu w 2007 roku

Tord Gustavsen (ur. 5 października 1970 w Oslo) – norweski pianista jazzowy. Absolwent Konserwatorium w Trondheim oraz Uniwersytetu w Oslo. Gustavsen współpracował z takimi muzykami jak Tore Brunborg, Mats Eilertsen czy Anna Maria Jopek. Od 2001 roku występuje wraz z basistą Haraldem Johansenem i perkusistą Jarle Vespestadem jako Tord Gustavsen Trio.
W 2008 roku pianista założył grupę Tord Gustavsen Ensemble z którą wystąpił tego samego roku na Vossajazz Festival w Norwegii.

## Wybrana dyskografia
| Changing Places (Tord Gustavsen Trio)                         | - Data: 17 marca 2003 - Wydawca: ECM Records        | 32 | —   | —   | —  |
| The Ground (Tord Gustavsen Trio)                              | - Data: 28 lutego 2005 - Wydawca: ECM Records       | 1  | 141 | —   | —  |
| Being There (Tord Gustavsen Trio)                             | - Data: 20 kwietnia 2007 - Wydawca: ECM Records     | 3  | 144 | —   | —  |
| Restored, Returned (Tord Gustavsen Ensemble)                  | - Data: 12 października 2009 - Wydawca: ECM Records | 15 | —   | —   | —  |
| The Well (Tord Gustavsen Quartet)                             | - Data: 27 stycznia 2012 - Wydawca: ECM Records     | 4  | 194 | 100 | —  |
| Extended Circle (Tord Gustavsen Quartet)                      | - Data: 17 stycznia 2014 - Wydawca: ECM Records     | 24 | 103 | —   | —  |
| What Was Said (Tord Gustavsen, Simin Tander, Jarle Vespestad) | - Data: 26 stycznia 2016 - Wydawca: ECM Records     | 31 | —   | 72  | 92 |
| "—" album nie był notowany.                                   |                                                     |    |     |     |    |

## Nagrody i wyróżnienia
| Rok  | Kategoria | Tytułem            | Nagroda          | Nota | Źródło |
| ---- | --------- | ------------------ | ---------------- | ---- | ------ |
| 2009 | Jazz      | Restored, Returned | Spellemannprisen | Laur | [ 13 ] |